# Anja von Rekowski
Anja von Rekowski, née le 13 décembre 1975 à Celle, est une judokate allemande.

## Palmarès international en judo
| Championnats du monde | Championnats du monde | Championnats du monde |
| Année                 | Médaille              | Catégorie             |
| --------------------- | --------------------- | --------------------- |
| 1997                  | argent                | –66 kg                |
| Championnats d'Europe |                       |                       |
| Année                 | Médaille              | Catégorie             |
| 1996                  | bronze                | –66 kg                |
| 1999                  | bronze                | –66 kg                |